# سیارک ۱۰۵۷۹
سیارک ۱۰۵۷۹ (به انگلیسی: 10579 Diluca، نامگذاری:1995OE) ده هزار و پانصد و هفتاد و نهمین سیارک کشف شده‌است که در ۲۰ ژوئیه ۱۹۹۵ کشف شد.
قدر مطلق سیارک برابر ۱۲٫۷۰ است.